# Lawrence Parsons

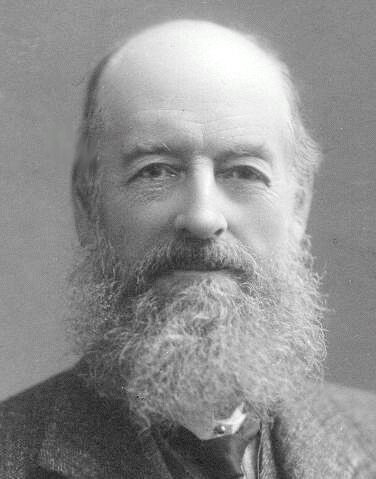
Lawrence Parsons, brytyjski astronom

Lawrence Parsons (ur. 17 listopada 1840, zm. 29 sierpnia 1908) – brytyjski astronom. Syn innego brytyjskiego astronoma Williama Parsonsa. Odkrył szereg obiektów NGC.